# Cantó de Saintes-Nord
El cantó de Saintes-Nord és un cantó francès del departament del Charente Marítim, al districte de Saintes. Té 5 municipis i part del de Saintes.

## Municipis
- Bussac-sur-Charente
- Le Douhet
- Fontcouverte
- Saint-Vaize
- Saintes
- Vénérand

| Data d'elecció                           | Identitat          | Partit           | Qualitat |
| ---------------------------------------- | ------------------ | ---------------- | -------- |
| 1945-1976                                | André Maudet       | SFIO, després PS |          |
| 1976-2001                                | Philippe Marchand  | PS               |          |
| 2001-                                    | Christophe Dourthe | PS               |          |
| les dades anteriors no són pas conegudes |                    |                  |          |
|                                          |                    |                  |          |

| A partir de 1990: Població sense dobles comptes |